# Hit and Run
"Hit and Run" es el cuarto episodio de la sexta temporada de Better Call Saul, serie de televisión derivada de Breaking Bad. La protagonista Rhea Seehorn dirigió el episodio y fue escrito por Ann Cherkis. El episodio se emitió el 2 de mayo de 2022 en AMC y AMC+. En varios países fuera de Estados Unidos y Canadá, el episodio se estrenó en Netflix al día siguiente.
En el episodio, Jimmy McGill enfrenta las repercusiones de haber defendido a Lalo Salamanca en la corte y Kim Wexler comienza a creer que la están siguiendo mientras continúan con su plan para sabotear la carrera de Howard Hamlin.
El episodio fue el debut como directora de televisión de Seehorn, quien interpreta a Kim. "Hit and Run" recibió críticas positivas por su dirección, actuaciones en pantalla, cinematografía y ritmo. Se estima que 1.16 millones de espectadores vieron el episodio durante su primera transmisión en AMC.

## Trama
2 residentes de un barrio de Albuquerque, el Sr. y Sra. Ryman regresan a casa después de andar en bicicleta por su barrio. Se revela que su casa es el centro de operaciones de las personas que vigilan la casa de Gus Fring. Gus regresa a su casa y usa un sistema de túneles para ingresar a la casa de los Ryman, desde donde supervisa una búsqueda generalizada de Lalo Salamanca por toda la ciudad. Mike le dice que no se han encontrado pistas y cree que no tiene sentido, pero Gus insiste en que Lalo está vivo.
Mientras Howard visita a su psicólogo, Jimmy se disfraza de él, usa su llave duplicada para tomar su auto y recoge a la prostituta Wendy en un motel. Pasan junto a Kim y Clifford Main, a quien le orquestó un almuerzo, y Jimmy finge obligar a Wendy a salir del auto, haciéndole creer a Cliff que Howard está usando prostitutas. Jimmy devuelve el auto justo cuando Howard sale de su cita. Kim lleva a Wendy de regreso al motel y Wendy la alerta sobre un automóvil cercano, que Wendy cree que es policía encubierto. Mientras se iba, Kim nota que el mismo auto continúa siguiéndola. Mientras se reúne con clientes pro bono en El Camino Dining Room, Kim vuelve a ver el auto y confronta a los ocupantes. Más tarde, se encuentra por primera vez con Mike quien le revela que los hombres que la siguen trabajan para él, que Lalo aún puede estar vivo y que Mike está haciendo que los hombres controlen a cualquiera que Lalo pueda contactar. Kim se da cuenta de que Mike es el hombre que salvó la vida de Jimmy en el desierto y le pregunta por qué se lo dice a ella y no a Jimmy. Mike responde que ella está "hecha de un material más duro". Cuando él se va, ella también lo reconoce como el ex asistente del estacionamiento del juzgado.
Jimmy se da cuenta de que se ha convertido en un paria entre el personal del juzgado, lo que explica Bill Oakley porque Jimmy defendió a Lalo. Jimmy descubre más tarde que su trabajo con Lalo lo ha hecho popular entre los delincuentes locales que buscan la representación de "Saul Goodman". La Sra. Nguyen expulsa a Jimmy del salón de manicura debido al gran volumen de clientes que estorba su local, por lo que Jimmy comienza a buscar una nueva oficina. Esa noche, Kim se encuentra con Jimmy en una ubicación potencial para su nueva oficina y todavía está conmocionada por la posibilidad de que Lalo esté vivo. A pesar del mantenimiento deficiente y otros problemas, Kim lo aprueba, citando su proximidad al juzgado y la cárcel del condado, y las oficinas de fianzas de Albuquerque. Ella y Jimmy se van a cenar, y Kim opta por no mencionar su reunión con Mike.

## Producción
El episodio fue escrito por Ann Cherkis y dirigido por Rhea Seehorn, quien interpreta a Kim, marcando su debut como directora de televisión. Se convirtió en el primer miembro del elenco de Better Call Saul en dirigir un episodio de la serie; Giancarlo Esposito, que interpreta a Gus, también dirigió un episodio de la sexta temporada. Seehorn dijo que los cocreadores Vince Gilligan y Peter Gould y los productores ejecutivos Melissa Bernstein y Thomas Schnauz habían promovido a menudo la idea de que los actores dirigieran como invitados en Better Call Saul después de que el actor Bryan Cranston dirigiera algunos episodios de Breaking Bad. La editora Kelley Dixon recordó que Seehorn visitó la sala de edición de Better Call Saul durante la segunda o tercera temporada y compartió su deseo de dirigir un episodio. : 5:29–8:36  Seehorn dijo que estaba muy atenta a otros directores en el set, incluidos John Shiban, Norberto Barba, Scott Winant y Michael Slovis. Gilligan y Gould también le dieron acceso a listas de tomas y trabajaría con la directora frecuente de Better Call Saul, Michelle MacLaren, para desglosar los episodios. Seehorn inicialmente dudaba en pedir permiso para dirigir el episodio, pero encontró el coraje para mencionarlo debido a su relación con el equipo.
Michael Morris fue el director de producción del episodio, Angie Meyer fue la asistente de dirección y Paul Donachie fue el director de fotografía. La primera escena que se filmó para el episodio fue la escena del salón de uñas, que Seehorn dijo que la ponía nerviosa debido a la cantidad de miembros del equipo en el set. Describió la experiencia como una divertida prueba de fuego. Ella dijo que recibió un consejo sobre ser sincera cuando no sabía algo: "Al estar llena de basura, lo verán en un santiamén. Así que hubo un montón de '¡No sé! ¡Esa es una muy buena pregunta! ¡Voy a pensar en eso!'". Gilligan y Gould le dijeron que el trabajo sería estresante, pero dijeron que "por más difícil que sea... solo trata de encontrar algo de alegría cuando puedas". Esté tan presente como pueda y diviértase también".
Seehorn y Cherkis notaron cómo el episodio muestra momentos íntimos y vulnerables en la mayoría de las vidas de los personajes, desde la sesión de terapia de Howard, Clifford Main revelando que su hijo tiene un problema con las drogas, Gus está irritado por quitarse el arma escondida, la conversación de Bill Oakley con Jimmy sobre ética y la comprensión inicial de Kim de que la están siguiendo. : 39:12–41:00  "Hit and Run" presenta varios escenarios y personajes de Breaking Bad, incluida la ubicación del centro comercial de la eventual oficina de Saul Goodman, el Crossroads Motel, y los personajes secundarios Spooge y Wendy, interpretados respectivamente por David Ury y Julia Minesci. La ubicación del centro comercial de la oficina de Goodman, desde el final de Breaking Bad, había sido arrendada por algunos bares deportivos, pero cuando Better Call Saul estuvo listo para filmar allí, la propiedad estaba vacía. Seehorn adoptó un enfoque orientado a los detalles como directora, trabajando con Meyer y Donachie para hacer un guion gráfico de las tomas durante los fines de semana. La cinematografía del episodio se consideró rigurosamente: Seehorn se aseguró de que las tomas desde el punto de vista del episodio solo se incluyeran si hacían avanzar la historia, para evitar romper la inmersión de la audiencia. La única escena que Seehorn tuvo que ver la reproducción durante la filmación fue la escena con Kim y Clifford Main porque la acción estaba ocurriendo detrás de ella.
La pareja casada Joni y Kirk Bovill interpretaron a los Ryman, la pareja que anda en bicicleta en la apertura del episodio. Seehorn quería que el aspersor por el que pasaban sonara como una ametralladora, y trabajó con el mezclador de sonido Phil Palmer y el operador de la pluma Mitch Gebhard para lograr el efecto. : 20:15–22:20  La canción de la secuencia, "Best Things in Life" de The Dreamliners, fue seleccionada al principio de la producción por el supervisor musical Thomas Golubić para resaltar el contraste en desarrollo entre el principio y el final de la escena. : 20:15–22:20  Como dijo Seehorn, "quería que todo lo que era idílico al principio fuera horrible y violento al final". El equipo dijo que la secuencia de apertura se incluyó porque confiaban en que los espectadores notarían y recordarían la información a través de imágenes en lugar de exposición. : 24:31–30:17 
La revelación del sistema de túneles debajo de la casa de Gus tomó semanas de preparación para filmar. : 30:18–37:10  El interior y el exterior de las plantas bajas de ambas casas, incluidos el dormitorio y el armario de la casa de Gus, eran ubicaciones reales, mientras que el túnel y los dos sótanos formaban parte de un decorado conectado construido en un estudio de sonido. Donachie filmó la secuencia para que pareciera que fue filmada en una sola toma. : 30:18–37:10  Algunos efectos visuales en el episodio agregados durante la postproducción por Rodeo FX incluyeron la casa roja de la secuencia de apertura, : 22:33–23:02  y el parabrisas y la ventana retrovisora del automóvil que pertenece a los hombres de Mike en la toma larga con zum cuando Kim los confronta. : 48:00–49:32 
El episodio también presenta la primera interacción entre Kim y Mike, quien es interpretado por Jonathan Banks. Fue la única escena que no fue ensayada de antemano y se inspiró en Heat (1995), concretamente en la primera interacción entre Neil McCauley de Robert De Niro y Eady de Amy Brenneman. El guion de Cherkis requería que la escena tuviera lugar fuera del restaurante, pero fue decisión de Seehorn cambiar el escenario. Algunas ideas para la escena habrían visto a Mike parado en una parada de autobús o sentado en un banco, pero estos conceptos se descartaron debido a problemas logísticos, como la cantidad de luz natural, la cobertura limitada de los actores y el hecho de que el exterior del comensal ya había sido mostrado en "Wine and Roses". : 17:00–20:15  Seehorn le dijo a Banks que quería honrar el momento haciéndolo salir del restaurante cuando hubiera mucha luz solar para que pudiera "estar retroiluminado como el ícono que eres". Durante la posproducción, Chris McCaleb completó la edición del episodio en Albuquerque con la ayuda de Seehorn, que estaba en Los Ángeles. Trabajaron de forma remota usando FaceTime para comunicarse y el sistema ClearView para editar. : 4:04–5:26 

## Recepción

### Respuesta crítica
En el sitio web del agregador de reseñas Rotten Tomatoes, el 100% de las siete reseñas son positivas, con una calificación promedio de 9.0/10. Los críticos se mostraron positivos con la dirección y la actuación de Seehorn, el ritmo del episodio y el regreso del personaje de Wendy. Michael Hogan de Vanity Fair elogió el diseño de maquillaje. Scott Tobias, que escribe para Vulture, calificó la apertura fría como una "burla divertida" por su uso de la canción de 1965 "Best Things in Life" de Dreamliners. También señaló el episodio como "la bifurcación en el camino donde los caminos de Jimmy y Kim divergen". Alan Sepinwall de Rolling Stone destacó la primera interacción de Kim y Mike como una escena que estaba "desgarrada por la tensión... y, sin embargo, también discreta y encantadora en la forma en que esperarías que estos dos finalmente hablaran". También elogió la constante transformación de Jimmy en Saul Goodman, así como la dirección de Seehorn, y escribió que "tanto como visualmente, este se sintió y se pareció mucho a un episodio dirigido por un veterano de Saul, en lugar de alguien cuyo único crédito anterior como director en IMDb es un cortometraje llamado Cómo no comprar un sofá". Steve Greene de IndieWire dijo que la actriz interpretó el "cálculo interno de Kim sorprendentemente bien". Kimberly Potts de AV Club dio notas positivas a la cinematografía y al trabajo de Seehorn en el episodio, calificándolo de "debut estelar como director en un episodio intensivo de Kim Wexler".

### Ratings y reconocimientos
Un estimado de 1.16 millones de espectadores vieron "Hit and Run" durante su primera transmisión en AMC el 2 de mayo de 2022. En la 74.ª edición de los Premios Primetime Emmy, Rhea Seehorn recibió su primera nominación al Premio Primetime Emmy a Mejor Actriz de Reparto en una Serie Dramática por este episodio.